# Santo Afonso
Santo Afonso là một đô thị thuộc bang Mato Grosso, Brasil. Đô thị này có diện tích 1169,503 km², dân số năm 2007 là 2855 người, mật độ 2,44 người/km².